# Pietro Benvenuto degli Ordini
Pietro Benvenuto degli Ordini (zm. 2 września 1483 w Ferrarze) -  włoski architekt, nadworny architekt Borso d'Este, księcia Ferrary.

## Projekty
Dokonał przebudowy pałaców Castello Estense i Palazzo Schifanoia.